# ホロドモール犠牲者国家追悼録
ホロドモール犠牲者国家追悼録（ホロドモールぎせいしゃこっかういたみろく、ウクライナ語: Націона́льна кни́га па́м'яті же́ртв Голодомо́ру 1932—1933 рокі́в в Украї́ні）は、ウクライナにおける1932～1933年のホロドモールの研究およびその犠牲者の追悼活動の最も重要な成果の一つである。この追悼録は、ホロドモールの75周年を記念して、2008年にウクライナ国立記憶研究所（ウクライナ語: Український інститут національної пам'яті、略称：UINP）の委託により発行された。
本書は、ウクライナ全土を対象とした全国編1巻と、ホロドモールにより被害を受けた地域ごとの地域編18巻で構成されている。地域編は、ヴィーンヌィツャ州、ドニプロペトロウシク州、ドネツィク州、ジトーミル州、ザポリージャ州、キーウ州、キロヴォフラード州、ルハーンシク州、オデーサ州、ポルターヴァ州、スームィ州、ハルキウ州、ヘルソン州、チェルカースィ州、チェルニーヒウ州、およびキーウ市を対象としている。各地域編は、UINPの指導のもと、各州およびキーウ市の行政機関によって編纂された。
UINPは現在、ホロドモールの電子地図の作成を進めており、国家追悼録のデータを基に情報を収録している。

## 全国編
全国編は、UINPがホロドモール研究の第一人者を招いて編纂したもので、以下の構成を持つ：
- 「その経緯」（ウクライナ語: Як це було）：ホロドモールの歴史的・法的側面を、すべての関連文書に基づいて分析し、その意図的かつ犯罪的な性質、およびウクライナ人に対するジェノサイドとしての証拠を提示。続いて「目撃者の証言」および「文書」の小節があり、ホロドモールの犯罪性を裏付ける具体的な証拠が示されている。
- 「ホロドモールの地域的特徴」（ウクライナ語: Територія Голодомору）：ホロドモールの地理的側面を解説し、当時のウクライナ・ソビエト社会主義共和国の全地域が被害を受けたことを証明。被害を受けた約13,500の集落のリストを収録し、これは各州行政機関が提供したアーカイブ資料や目撃者への聞き取りに基づく。
- 文書登録：ホロドモール関連の文書リストと、それらが閲覧可能なアーカイブおよびオンラインリソース。
- 「ホロドモール年表」（ウクライナ語: Хроніка）：1932年秋から1933年夏までの出来事を日付ごとに記述。
- 選定書誌：ホロドモールに関する主要な研究文献を網羅。
- 「写真資料」（ウクライナ語: Фотодокументи）：当時の写真140点を収録。

巻末には、人名索引と地名索引が付されている。

## 地域編
地域編は以下の構成を持つ：
- 序論：各地域におけるホロドモールの歴史的特徴を解説。
- 殉難者名簿（ウクライナ語: Мартиролог）：犠牲者の名簿。
- 文書および証言：関連するアーカイブ資料と目撃者の証言。

18の地域編には、約13,000の集落が記載され、1932～1933年に飢餓で死亡した882,510人のウクライナ住民の名前が収録されている。
ドネツィク州、オデーサ州、ハルキウ州、フメリニツキー州、チェルカースィ州の地域編は複数巻で構成される。フメリニツキー州とチェルカースィ州では計画された全巻が発行済みだが、ドネツィク州、オデーサ州、ハルキウ州では2008年時点で第1巻のみが発行された。全巻の総ページ数は22,000ページを超える。